# Seddera cinerea
Seddera cinerea är en vindeväxtart som beskrevs av Hutchinson och E. A. Bruce. Seddera cinerea ingår i släktet Seddera och familjen vindeväxter. Inga underarter finns listade i Catalogue of Life.